# Scipione Bargagli
Scipione Bargagli, né en 1540 à Sienne et mort dans cette même ville le 27 octobre 1612, est un écrivain et humaniste italien.

## Biographie
Il obtint de l’empereur Rodolphe II les titres de chevalier et de comte palatin, et la permission d’ajouter à ses armes l’aigle à deux têtes. Il fut l’un des membres les plus illustres de l’Accademia degli Intronati de Sienne et de celle qui fut créée à Venise en 1593. On le regarde comme le premier qui ait écrit convenablement sur les devises. Il mourut dans un âge très avancé, le 27 octobre 1612.

## Œuvres
- Orazione delle delle Lodi delle accademie, discours prononcé par l’auteur à Sienne, devant l’Accademia degli Accesi, Florence, 1569, in-4°.
- Orazione nella morte di monsig. Alessandro Piccolomini, arcivescovo di Patrasso ed eletto di Siena, Bologne, 1579, in-4°.
- I Trattenimenti, dove da vaghe donne e giovani uomini rappresentati sono onesti e dilettevoli giuochi, narrate novelle, e cantate alcune amorose canzonette, Florence, 1581, in-8° ; Venise, 1587, in-4°, et ibid., 1591 et 1592. Réédité par les soins de Laura Ricco, Rome, Salerno, 1989, 773 p.
- Le Imprese, Venise, in-4° ; cet ouvrage est divisé en 2 parties, dont la 1re parut en 1589, et la 2e en 1594.
- I Rovescj delle medaglie, Sienne, 1599, in-12.
- Jephté, tragédie latine de George Buchanan, traduite en italien, Venise, 1600 et 1601, in-12.
- Il Turamino, ovvero del parlare e dello scrivere sanese, Sienne, 1602, in-4°. Réédité par les soins de Luca Serianni, Rome, Salerno, 1976. Cet ouvrage a pour objet de prouver que la langue italienne est plutôt siennoise que toscane et qu’on ne doit pas l’appeler le toscan mais le siennois. Il est en forme de dialogue, intitulé Turamino, du nom de Virginio Turamini (et non pas d’Alessandro, comme on l’a supposé), qui est un des interlocuteurs.
- Une tragédie d’Oreste, qui était en manuscrit dans la bibliothèque du marquis Capponi, et qui est portée au catalogue de cette bibliothèque, p. 435. On trouve des poèmes de Scipion Bargagli dans plusieurs recueils de son temps.